# Phalangonyx semenovi
Phalangonyx semenovi är en skalbaggsart som beskrevs av Medvedev 1952. Phalangonyx semenovi ingår i släktet Phalangonyx och familjen Melolonthidae. Inga underarter finns listade i Catalogue of Life.